# International Princess Championship
El International Princess Championship (Campeonato Internacional de Princesa, en español) es un campeonato femenino de Tokyo Joshi Pro Wrestling. El título fue creado a mediados de 2019, misma fecha en la cual se eliminó la palabra 'Tokyo' de todos los títulos de TJPW. La campeona inaugural fue Natsumi Maki, la cual logró derrotar a Gisele Shaw para ganar el título. La campeona actual es Suzume, quien se encuentra en su primer reinado.

## Campeonas
El Campeonato Internacional de Princesa  es el campeonato secundario de la TJPW, y fue establecido el  16 de julio de 2019. La campeona inaugural fue Natsumi Maki, quien ganó un torneo al derrotar en la final a Gisele Shaw, el 25 de agosto de 2019 en el evento Brand New Wrestling 3 ~ Stronger Than Anyone! ~ , desde entonces ha habido 12 campeonas oficiales, repartidos en 13 reinados en total. Thunder Rosa, Alex Windsor y Max the Impaler son las tres luchadoras no japonesas que han ostentado el título. 
El reinado más largo en la historia del título le pertenece a Yuki Arai, quien todavía mantiene el campeonato por 366 días en el 2024. Por otro lado, Natsumi Maki posee el reinado más corto en la historia del campeonato, con 22 días con el título en su haber. 
Además, en cuanto a los días en total como campeona (un acumulado entre la suma de todos los días de los reinados individuales de cada luchadora), Yuki Arai posee el primer lugar, con 366 días en sus único reinado. Le siguen Thunder Rosa (276 días en su único reinado), Maki Itoh (264 días en sus dos reinados), Hikari Noa (245 días en su único reinado), y Rika Tatsumi (205 días en su único reinado). 
La campeona más joven en la historia es Hikari Noa, quien a los 23 años y 75 días derrotó a Yuki Kamifuku en Wrestle Princess I. En contraparte, la campeona más vieja es Thunder Rosa, quien a los 33 años y 167 días derrotó a Maki Itoh en My life; let's enjoy!!. En cuanto al peso de las campeonas, Alex Windsor es la más pesada con 63 kilogramos, mientras que Natsumi Maki es la más liviana con 46 kilogramos.
Por último, Maki Itoh es la única luchadora con más reinados, ya que ambas posee 2. 

### Campeona actual
El Campeonato Internacional de Princesa se encuentra actualmente vacante, debido a que Thunder Rosa, quienes se encontraba en su primer reinado, no pudo defender su título debido a la pandemia de COVID-19.

### Lista de campeonas
|    | Luchadora       | N.º | Fecha                    | Días | Show o evento                                   | Notas y referencias                                                                   |
| -- | --------------- | --- | ------------------------ | ---- | ----------------------------------------------- | ------------------------------------------------------------------------------------- |
| 1  | Natsumi Maki    | 1   | 25 de agosto de 2019     | 22   | Brand New Wrestling 3 ~ Stronger Than Anyone! ~ | Derrotó a Gisele Shaw en la final de un torneo.                                       |
| 2  | Yuna Manase     | 1   | 16 de septiembre de 2019 | 33   | KFC 2Days '19 (Desert Moon)                     | [ 2 ]                                                                                 |
| 3  | Maki Itoh       | 1   | 19 de octubre de 2019    | 78   | My life; let's enjoy!!                          | [ 3 ]                                                                                 |
| 4  | Thunder Rosa    | 1   | 5 de enero de 2020       | 276  | TJP New Year Dish Pro Wrestling                 | [ 4 ]                                                                                 |
| —  | Vacante         | —   | 7 de octubre de 2020     | —    | —                                               | Debido a que Rosa no pudo defender su título debido a la pandemia de COVID-19.        |
| 5  | Yuki Kamifuku   | 1   | 7 de noviembre de 2020   | 178  | Wrestle Princess                                | Derrotó a Hikari Noa en la final de un torneo.                                        |
| 6  | Hikari Noa      | 1   | 4 de mayo de 2021        | 245  | Yes! Wonderland 2021                            | [ 6 ]                                                                                 |
| 7  | Maki Itoh       | 2   | 4 de enero de 2022       | 186  | TJPW Tokyo Joshi Pro '22                        | [ 7 ]                                                                                 |
| 8  | Alex Windsor    | 1   | 9 de julio de 2022       | 92   | TJPW Summer Sun Princess '22                    | [ 8 ]                                                                                 |
| 9  | Miu Watanabe    | 1   | 9 de octubre de 2022     | 160  | Wrestle Princess III                            | [ 9 ]                                                                                 |
| 10 | Rika Tatsumi    | 1   | 18 de marzo de 2023      | 205  | Grand Princess '23                              | [ 10 ]                                                                                |
| 11 | Max the Impaler | 1   | 9 de octubre de 2023     | 87   | Wrestle Princess IV                             | El Campeonato Mundial Femenino Televisivo de NWA de Impaler, también estuvo en juego. |
| 12 | Yuki Arai       | 1   | 4 de enero de 2024       | 366  | TJPW Tokyo Joshi Pro '24                        | Este es el reinado más largo de la historia del título.                               |
| 13 | Suzume          | 1   | 4 de enero de 2025       | 176+ | TJPW Tokyo Joshi Pro '25                        | [ 13 ]                                                                                |

### Total de días con el título
La siguiente lista muestra el total de días que una luchadora ha poseído el campeonato si se suman todos los reinados que posee. Actualizado a la fecha del 29 de junio de 2025.
| + | Indica a la campeona actual |

| N.º | Campeona        | Reinados | Total de días |
| --- | --------------- | -------- | ------------- |
| 1   | Yuki Arai       | 1        | 366           |
| 2   | Thunder Rosa    | 1        | 276           |
| 3   | Maki Itoh       | 2        | 264           |
| 4   | Hikari Noa      | 1        | 245           |
| 5   | Rika Tatsumi    | 1        | 205           |
| 6   | Yuki Kamifuku   | 1        | 178           |
| 7   | Miu Watanabe    | 1        | 160           |
| 8   | Suzume          | 1        | 176+          |
| 9   | Alex Windsor    | 1        | 92            |
| 10  | Max the Impaler | 1        | 87            |
| 11  | Yuna Manase     | 1        | 33            |
| 12  | Natsumi Maki    | 1        | 22            |

### Mayor cantidad de reinados
| Reinados | Luchadora (s) |
| -------- | ------------- |
| 2 veces  | Maki Itoh     |